# Caesiumdichromat
Caesiumdichromat ist eine chemische Verbindung aus der Gruppe der Chromate.

## Gewinnung und Darstellung
Caesiumdichromat kann durch Reaktion von Ammoniumdichromat mit Caesiumchlorid gewonnen werden.
{\displaystyle {\ce {(NH4)2Cr2O7 + 2CsCl -> Cs2Cr2O7 + 2NH4Cl}}}

## Eigenschaften
Caesiumdichromat ist ein orangeroter hygroskopischer Feststoff, der schwer löslich in kaltem und leicht löslich in heißem Wasser ist. Er besitzt eine monokline Kristallstruktur mit der Raumgruppe A2/a (Raumgruppen-Nr. 15, Stellung 2).
Wird Caesiumdichromat mit Zirconium erhitzt, so reagiert es zu elementarem Caesium, Chrom(III)-oxid und Zirconium(IV)-oxid.
{\displaystyle {\ce {Cs2Cr2O7 + 2Zr -> 2Cs + 2ZrO2 + Cr2O3}}}

## Verwendung
Ein Gemisch von Caesiumdichromat und Zirconium kann zur Herstellung von elementarem Caesium und in Vakuumröhren verwendet werden. Dort entsteht beim Erhitzen des Gemisches ebenfalls dampfförmiges Caesium, das mit Restspuren an Wasser oder Sauerstoff reagiert und so für ein besseres Vakuum sorgt.